# Aulacorthum cirsicola
Aulacorthum cirsicola är en insektsart som först beskrevs av Takahashi, R. 1923.  Aulacorthum cirsicola ingår i släktet Aulacorthum och familjen långrörsbladlöss. Inga underarter finns listade i Catalogue of Life.